# Doomsday X
Doomsday X är det amerikanska death metal-bandet Malevolent Creations tionde studioalbum, utgivet i juli 2007 av Nuclear Blast.

## Låtförteckning
1. "Cauterized" – 3:48
2. "Culture of Doubt" – 4:18
3. "Deliver My Enemy" – 5:25
4. "Archaic" – 3:09
5. "Buried in a Nameless Grave" – 3:46
6. "Dawn of Defeat" – 3:37
7. "Prelude to Doomsday" – 3:32
8. "Upon Their Cross" – 4:45
9. "Strength in Numbers" – 4:57
10. "Hallowed" – 4:34
11. "Unleash Hell" – 3:28
12. "Bio-Terror" – 3:59

## Medverkande
Musiker (Malevolent Creation-medlemmar)
- Phil Fasciana – gitarr
- Brett Hoffmann – sång
- Jon Rubin – gitarr
- Jay Blachowicz – basgitarr
- Dave Culross – trummor

Bidragande musiker
- Kyle Symons – bakgrundssång (spår 12)
- Mick Thomson – sologitarr (spår 3)

Produktion
- Malevolent Creation – producent
- Gus Rios – ljudtekniker, ljudmix
- Matt Laplant – ljudmix
- Alan Douches – mastering
- Mircea Gabriel Eftemie – omslagsdesign, omslagskonst
- Darrin Wehser – omslagskonst